# Всё наоборот (фильм, 1988)
«Всё наоборо́т» (англ. Vice Versa) — фильм-комедия 1988 года, где в главных ролях снимаются Джадж Рейнхолд и Фред Сэвидж. Это уже четвёртая экранизация одноимённого романа 1882 года писателя Ф. Энсти. Три предыдущих адаптации были выпущены в Великобритании в 1916, 1937 и 1948 годах.
Фильм-предшественник: «Каков отец, таков и сын» 1987 года. Он был выпущен примерно в то же время, что и другой подобный фильм-комедия 1980-х про возрастные изменения, «Большой», который затмил успех обоих фильмов.

## Сюжет
Маршалл Сеймур (Джадж Рейнхолд) является вице-президентом универмага Чикаго, ответственным за покупки. Он возвращается из поездки по Южно-Китайскому морю и обнаруживает, что случайно приобрел таинственный череп, украшенный странным орнаментом. Этот череп был в багаже двух контрабандистов, но во время полёта произошла подмена. И теперь они должны вернуть череп обратно.
Маршалл разведён, и берёт своего сына Чарли (Фред Сэвидж), на несколько дней, пока его мама отдыхает. Во взаимоотношениях отца и сына есть напряжённость, так как Чарли не может понять, почему его отец не может принимать более активное участие в его жизни. У них возникает спор, в котором каждый пожелал поменяться телами. При этом оба держатся руками за череп, который, как выяснилось в дальнейшем, обладает магической силой. Их желание сбывается: Чарли вырастает в теле своего отца, а Маршалл уменьшается в теле своего сына. После первоначального шока, каждый из них понимает, что теперь он должен жить своей жизнью, как жизнью другого. И Маршалл отправляется в школу, чтобы иметь дело с тестами, хулиганами и хоккейными тренировками, в то время как Чарли излагает свою роль в качестве вице-президента с 11-летними взглядами на жизнь.
После неудачной попытки вернуть череп «по-хорошему», контрабандисты решают украсть его, и в конечном итоге похищают Чарли в качестве выкупа. За это время, Чарли объясняет контрабандистам, что он не он, а его отец, и что они поменялись телами с помощью черепа. Турок, мужчина контрабандист, серьёзно рассматривает сказанное Чарли, но Тина обеспокоена только получением черепа назад, так как они смогут быть богатыми. В конце концов, контрабандисты получают череп, и Чарли возвращается. Однако Маршалл и Чарли спешат приобрести череп, чтобы таким образом самим суметь вернуться в свои тела. Последнее, что мы видим, это контрабандистов, которые вдвоём коснулись черепа и изменили свой пол, в то время как Чарли похищает у них череп назад, оставляя их каждого в теле другого, в качестве наказания.
В конце концов, Маршалл и Чарли меняются телами обратно, как только понимают, как это сделать.

## В ролях
- Джадж Рейнхолд — Маршалл Сеймур / Чарли Сеймур
- Фред Сэвидж — Чарли Сеймур / Маршалл Сеймур
- Корин Борер — Сэм
- Свуси Кёрц — Тина Брукс / Турок
- Дэвид Провэл — Турок / Тина Брукс
- Джейн Качмарек — Робин Сеймур
- Уильям Принц — Стратфорд Эвери
- Глория Гиффорд — Марси